# Destiny 2
Destiny 2 est un jeu vidéo de tir en vue à la première personne multijoueur et développé par Bungie Studios et édité par Activision (et par Sony Interactive Entertainment pour le continent Asiatique sur PlayStation 4), sorti le 6 septembre 2017 sur PlayStation 4 et Xbox One et le 24 octobre sur Microsoft Windows. Il est également sorti le 19 novembre 2019 sur Stadia. Il s'agit de la suite du jeu vidéo Destiny, sorti le 9 septembre 2014. En janvier 2019, Bungie annonce sa séparation avec Activision après 8 ans de partenariat, mais conserve les droits de la série.

## Système de jeu
Selon les dires de Bungie, l'univers de Destiny est totalement vivant. Les actions des joueurs ont un impact plus ou moins important, allant jusqu'à créer des événements que même les développeurs n'avaient pas planifiés ni même imaginés. Le style de jeu est décrit par Bungie comme étant principalement du tir à la première personne tout en incluant des éléments de gameplay multijoueur. Bungie indique que le jeu ne soit confondu avec un MMO standard et qualifié de jeu social. 
Le genre de Destiny peut également être comparable à un RPG. Il est possible de créer son propre personnage, de lui choisir une classe parmi trois — Arcaniste, Chasseur et Titan — ainsi qu'une race parmi trois  — Humain, Éveillé et Exo. La progression du joueur est illustrée par un système de Puissance, autrefois appelé Lumière. Ce dernier résulte de la moyenne de la Puissance de son équipement et est un indicatif semblable aux niveaux. Depuis l'épisode Échos de Destiny 2, tous les joueurs commencent au niveau 1900 de Puissance. 
Afin d'évoluer et de progresser dans l'univers de Destiny, plusieurs activités sont proposées : 
- Des quêtes narratives permettant d'évoluer dans l'histoire du jeu et de débloquer d'autres activités,
- Des assauts et raids multijoueurs,
- Des événements apparaissant aléatoirement dans les différentes zones du jeu,
- Différents modes JcJ,
- Des événements temporaires et/ou saisonniers.

## Synopsis
La dernière cité sur Terre, siège de l'Avant-garde, est attaquée par les forces Cabals de la Légion Rouge dirigées par le général militaire Cabal : Dominus Ghaul. Les Gardiens ont été dépouillés de leurs pouvoirs et de leurs armes, et contraints à fuir. Pour vaincre ces ennemis, ils devront retrouver leurs pouvoirs et s'aventurer dans de nouveaux mondes pour acquérir de nouvelles armes.

## Développement
C'est Eric Hirshberg, PDG d'Activision, qui évoque pour la première fois, une suite au jeu Destiny. En 2014 il déclare « Le travail a également commencé sur les futurs packs d'extension ainsi que sur notre futur jeu complet ». Basé sur le calendrier de publication originale du jeu publié par Bungie et Activision, de nouvelles suites séquentielles sont prévues tous les deux ans jusqu'à 2019. À l'origine prévue pour septembre 2016, le studio confirme le 11 février 2016 qu'une suite complète sortirait en 2017.
La première présentation officielle du jeu s'est déroulée le 18 mai 2017. 
Pour les joueurs ayant précommandé le jeu, une phase de bêta est disponible à partir du 18 juillet 2017 sur PlayStation 4 et du 19 juillet sur Xbox One. La bêta est ensuite ouverte pour tous les joueurs à partir du 21 juillet, et prend fin le 23 juillet. Une bêta pour la version Windows est disponible du 29 au 31 août. Le jeu sort ensuite le 6 septembre 2017 sur PlayStation 4 et Xbox One, et le 24 octobre sur Microsoft Windows.

## Extensions
- 5 décembre 2017 : La Malédiction d'Osiris
- 8 mai 2018 : L'Esprit tutélaire
- 4 septembre 2018 : Renégats
- 1er octobre 2019 : Bastion des Ombres
- 10 novembre 2020 : Au-delà de la Lumière
- 22 février 2022 : La Reine Sorcière
- 28 février 2023 : Éclipse
- 4 juin 2024 : La Forme Finale
- 15 Juillet 2025 : Les confins du Destin
- 2 Décembre 2025 : Rebelles

### Saisons
- Saison 4 : du 4 septembre 2018 au 27 novembre 2018 - Saison des hors-la-loi
- Saison 5 : du 27 novembre 2018 au 5 mars 2019 - Saison de la Forge
- Saison 6 : du 5 mars 2019 au 4 juin 2019 - Saison du Vagabond
- Saison 7 : du 4 juin 2019 au 1er octobre 2019 - Saison de l'Opulence
- Saison 8 : du 1er octobre 2019 au 10 décembre 2019 - Saison des Éternels[8]
- Saison 9 : du 10 décembre 2019 au 10 mars 2020 - Saison de l'Aube[9]
- Saison 10 : du 10 mars 2020 au 9 juin 2020 - Saison des Dignes[10]
- Saison 11 : du 9 juin 2020 au 10 novembre 2020 - Saison de l'Arrivée[11]
- Saison 12 : du 10 novembre 2020 au 9 février 2021 - Saison de la Traque[12]
- Saison 13 : du 9 février 2021 au 10 mai 2021 - Saison des Élus[13]
- Saison 14 : du 10 mai 2021 au 24 août 2021 - Saison du Symbiote[14]
- Saison 15 : du 24 août 2021 au 22 février 2022 - Saison des Disparus
- Saison 16 : du 22 février 2022 au 24 mai 2022 - Saison des Réincarnés[15]
- Saison 17 : du 14 mai 2022 au 23 août 2022 - Saison des Tourments[16]
- Saison 18 : du 23 août au 6 décembre 2022 - Saison du Butin[17]
- Saison 19 : du 6 décembre 2022 au 28 février 2023 - Saison des Séraphins[18]
- Saison 20 : du 28 février 2023 au 22 mai 2023 - Saison de la Résistance[19]
- Saison 21 : du 22 mai 2023 au 22 août 2023 - Saison des Profondeurs[20]
- Saison 22 : du 22 août 2023 au 28 novembre 2023 - Saison de la Sorcière[21]
- Saison 23 : du 28 novembre 2023 au 4 juin 2024 - Saison du Vœu[22]
- Épisode Echoes  : du 11 juin 2024 au 8 octobre 2024[23]
- Épisode Revenant : du 8 octobre 2024 au 4 février 2025[24]
- Épisode Hérésie : du 4 février 2025 au 15 juillet 2025[25]

## Accueil

### Ventes et activité
Le 10 septembre 2017, Destiny 2 passe la barre du million de joueurs connectés en simultané.
En 2019, le jeu passe en free-to-play sur toutes les plateformes. 

## Controverse

### Accusation de plagiat
Le 2 octobre 2024, l'écrivain américain Kelsey Martineau, connu sous le nom de plume Caspar Cole, a déposé une plainte en Louisiane pour violation des droits d'auteur contre Bungie. Il accuse l'entreprise de plagiat dans la campagne "Red War" de Destiny 2. En effet, elle aurait repris des éléments de son œuvre publiée entre 2013 et 2014 sur le site WordPress.
Le journal TheGamePost, qui a révélé l'affaire, indique dans son article sur le sujet les éléments qui auraient pu être copiés :
- Caspar Cole relève par exemple une forte inspiration de sa puissante armée, la Red Legion, plongée dans un cycle interminable de guerre.
- Il pointe aussi "les similitudes entre l'antagoniste principal de [son livre], Yinnerah, et l'antagoniste principal de Destiny 2, Dominus Ghaul, [qui] sont frappantes et établissent clairement plus qu'une simple coïncidence". "Tous deux sont poussés, guidés et aidés par des mentors parias (des érudits) à renverser leurs dirigeants pour accéder au pouvoir avec l'intention d'envahir la Terre" et tous deux cherchent à s'emparer d'une station orbitale : Tononob Station dans l'œuvre de Martineau et le Voyageur dans Destiny 2.
- De plus, dans les deux histoires, "les rebelles repoussent les envahisseurs de la Légion rouge sur Terre, avec pour toile de fond des colonies en flammes, des rues ravagées et le chaos le plus total". Et ces envahisseurs sont appelés "Légionnaires" et emploient des "créatures ressemblant à des chiens [...] pour mener à bien leurs missions militaires".
- Du côté des technologies utilisées, Caspar Cole pointe du doigt le lien entre deux armes, "le prototype "Atonizer" et le "Tout-Puissant" [qui] sont tous deux présentés comme des armes extrêmement puissantes, capables d'entraîner la destruction d'une race entière".
- Selon Zuhaad Ali, journaliste pour TheGamePost, "le procès fait également état d'autres détails et points de l'intrigue copiés dans le scénario "Red War" de Destiny 2, notamment le Failsafe, les lance-flammes Cabal Incendiors, les messages chiffrés, les panneaux d'entrée numérique des réacteurs du vaisseau spatial, les balises en tant que "récepteurs de messages", les transmissions de la Légion rouge, le concept de "transfert de conscience" - la race Exo, le scénario apocalyptique, et bien plus encore".

Kelsey Martineau accuse Bungie d'avoir copié son œuvre "délibérément et intentionnellement" et il demande un procès devant jury pour régler l'affaire. Il explique que la décision de l'entreprise est sûrement liée à la décision de "repartir à zéro" pour le développement de Destiny 2, seulement 16 mois avant sa sortie. L'auteur cherche à obtenir des dommages et intérêts ainsi qu'une injonction pour empêcher toute autre utilisation de son œuvre,.